# Bloqueio à Faixa de Gaza

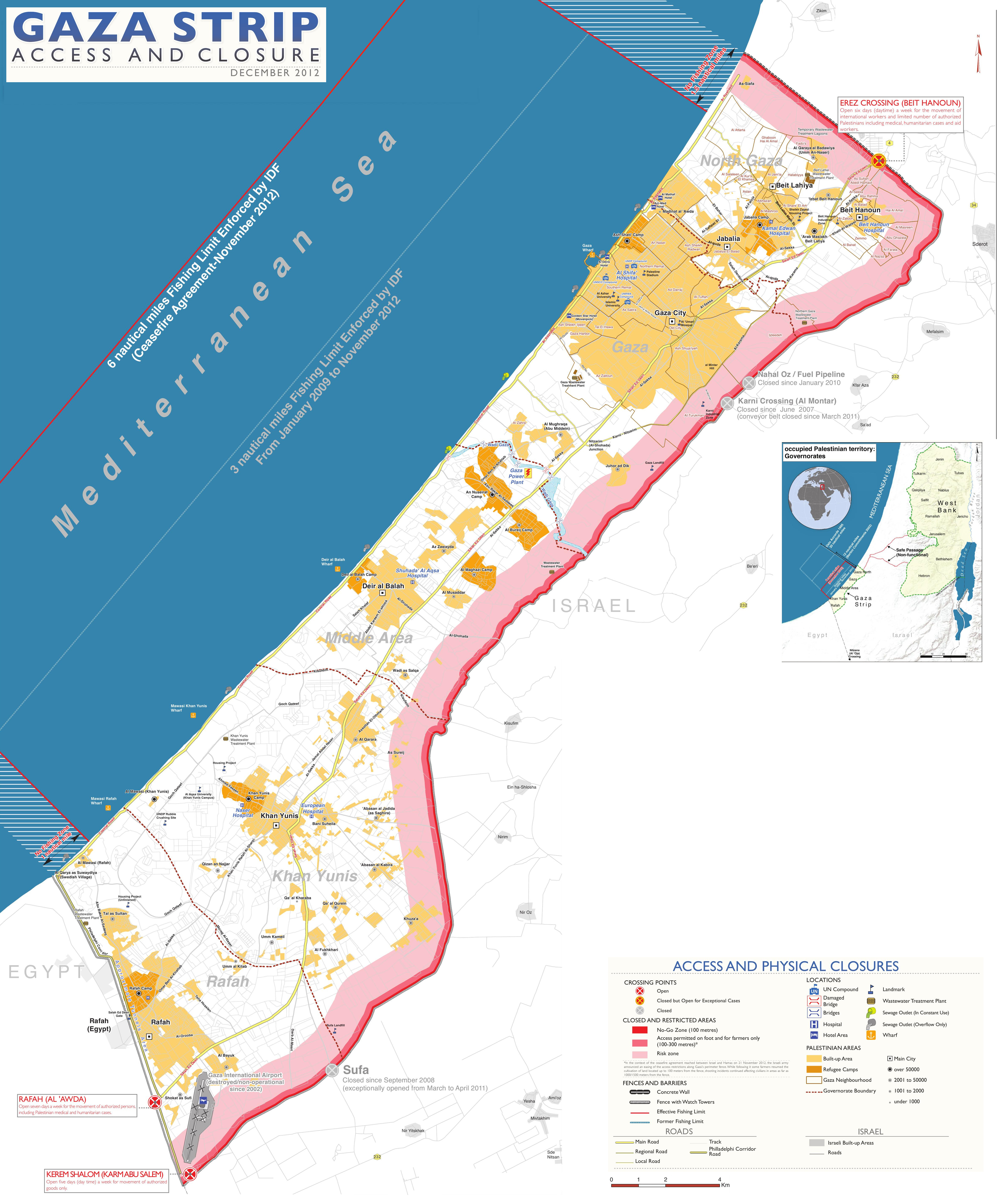
Mapa do território palestino com as restrições nas fronteiras terrestres e aquáticas impostas pelo governo de Israel

O Bloqueio à Faixa de Gaza refere-se ao isolamento econômico e comercial imposto à Faixa de Gaza pelos governos do Egito e Israel. As restrições são mantidas manu militari por terra, água e ar.
A medida foi tomada depois que o Hamas, partido vencedor das eleições parlamentares na Faixa de Gaza, assumiu o poder naquele território. 
O Hamas é listado como uma organização terrorista pelo Canadá, União Europeia, Israel, Japão e Estados Unidos. O grupo também foi banido na Jordânia.:11
A Faixa de Gaza possui fronteiras terrestres com Israel e Egito, além de uma fronteira marítima (Mar Mediterrâneo). Desde junho de 2007, o Egito e Israel mantêm as suas fronteiras com o território fechadas. O bloqueio a Gaza apenas permite que carregamentos de suprimentos humanitários cheguem à região, após um controle minucioso de seu conteúdo.
Israel alega que o bloqueio visa enfraquecer o poderio do Hamas e pôr fim a seus constantes ataques com foguetes contra cidades israelenses e resgatar o soldado Gilad Shalit, sequestrado desde o dia 25 de junho de 2006. As autoridades egípcias sustentam que a abertura da passagem de Rafah representaria em um reconhecimento por parte do Egito do controle de Gaza pelo Hamas, o que minaria a legitimidade da Autoridade Nacional Palestina e selaria a separação entre a faixa de Gaza e a Cisjordânia.
Já os oponentes do bloqueio afirmam que a medida gera desabastecimento e pune apenas a população civil. Diversas entidades de defesa dos direitos humanos qualificam o bloqueio à Faixa de Gaza como “desumano” e “cruel”. A Anistia Internacional chamou o bloqueio de "punição coletiva", que resulta em uma "crise humanitária"; funcionários da ONU descreveram a situação como "preocupante". O governo israelense nega tais afirmações e diz que não há carência de itens básicos em Gaza. As Forças Armadas de Israel têm uma lista de itens proibidos que, segundo eles, podem ser usados para fabricar armas e foguetes, tais como canos de metal e fertilizantes químicos. Entretanto, não existe uma lista dos itens que podem ou não entrar em Gaza, e os itens proibidos variam de tempos em tempos.
Segundo o Coordenador de Atividades nos Territórios sob Administração Militar de Israel, no mês de maio de 2010, entraram na Faixa de Gaza mais de 1,5 milhão de litros de óleo diesel e gasolina, além de 76 caminhões carregados com frutas e verduras, 27 caminhões de trigo, 34 carretas com carne, frango e pescado, 45 caminhões carregados de produtos lácteos, 114 caminhões de ração animal, 37 caminhões carregados de produtos de higiene, 50 caminhões de roupas e calçados e 16 caminhões carregados de açúcar.

## Causas e efeitos

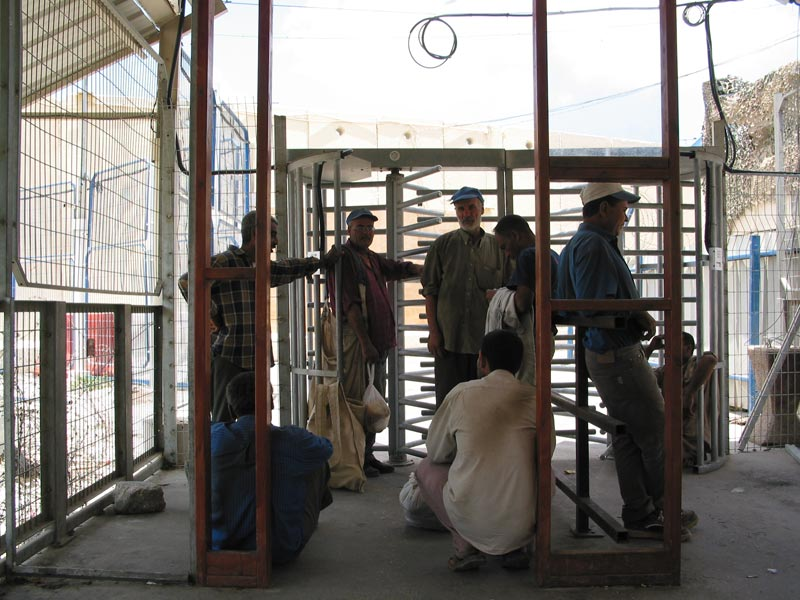
Posto controle israelense em Erez, no norte da Faixa de Gaza, em 2007.

Em 2004, o então primeiro-ministro israelense Ariel Sharon anunciou seu plano de retirada unilateral da Faixa de Gaza. No ano seguinte, todos os 21 assentamentos judaicos na região foram evacuados, em meio a forte comoção gerada pela resistência dos cerca de 9 mil colonos em abandonar seus lares. Toda presença militar israelense na Faixa de Gaza foi também removida.
Para Ariel Sharon, a retirada unilateral serviria para melhorar as condições de segurança de Israel, e como um gesto de boa vontade diante da opinião pública internacional. A retirada também teve o objetivo de transferir mais responsabilidades para a ANP no sentido de que esta mostrasse algum empenho na luta contra o terrorismo, conforme previa o “Road Map for Peace”.
Em 25 de janeiro de 2006 foram realizadas eleições nos territórios palestinos (Faixa de Gaza, Cisjordânia e Jerusalém Oriental) para determinar os 132 membros do Conselho Legislativo da Palestina (CLP), órgão legislativo da Autoridade Nacional Palestina (ANP). Os resultados finais da eleição deram vitória ao braço político do grupo terrorista Hamas, com 74 assentos no CLP. Já o Fatah, teve sua bancada reduzida em 10 cadeiras, elegendo apenas 45 deputados. A maioria absoluta conquistada pelo Hamas no CLP lhe garantiu a possibilidade de formar o novo governo da ANP. Nas listas eleitorais, o Hamas recebeu 44,4% dos votos contra 41,4% do Fatah. Nos distritos eleitorais, os candidatos do Hamas receberam 41,7% dos votos contra 36,9% dos candidatos do Fatah.
Após a derrota eleitoral, o então primeiro-ministro da ANP Ahmed Qorei renunciou ao cargo, mas continuou como interino até a posse de Ismail Haniya, membro do Hamas, em 19 de fevereiro de 2006. Em virtude das ações terroristas empreendidas pelo Hamas e do não reconhecimento do grupo ao direito de existência de Israel, os países do "Quarteto" (Estados Unidos, Rússia, União Europeia e ONU) suspenderam a remessa de verbas externas destinadas à ANP. Foram também congeladas as transferências de recursos devidos à Autoridade Palestina – relativos a receitas de impostos, taxas e direitos alfandegários arrecadados por Israel. Além disso, Israel também proibiu que membros eleitos do Conselho Legislativo da Palestina circulassem entre Gaza e a Cisjordânia.
Com essa estratégia, pretendia-se promover a desestabilização do governo do Hamas, de modo que, depois de alguns meses, que o presidente Mahmoud Abbas pudesse convocar novas eleições. Esperava-se que a população, cansada de sofrer privações, tendesse então a votar por um governo sem o Hamas.
A Autoridade Palestina passa a enfrentar um déficit de caixa da ordem de 110 milhões de dólares por mês (ou mais de 1 bilhão de dólares por ano), dinheiro necessário ao custeio dos serviços públicos, incluindo o pagamento de salários de 140 000 funcionários. Estes funcionários representavam aproximadamente 1/4 da população empregada e sustentavam pelo menos um terço da população palestina.
Em março de 2007, o Hamas formou um governo na Faixa de Gaza e na Cisjordânia, que deveria ser um governo de união nacional. Em maio de 2007,  Hamas e Fatah ratificaram o Acordo de Meca, visando criar as condições para um governo de coalizão e reformar a OLP, a fim de permitir a entrada do Hamas. Mas o cerco israelense e as sanções ocidentais paralisaram a economia e acabaram por aumentar as tensões políticas entre as duas facções. Assim, o governo de coalizão não durou. Pouco depois, o Hamas acusou as forças do Fatah de estarem planejando um golpe.
Nesse ínterim, os Estados Unidos e o Egito treinaram e armaram alguns partidários do Fatah, já prevendo um confronto entre as duas facções. Numa série de  sangrentos conflitos, o Hamas tomou o controle absoluto da Faixa de Gaza, entre os dias 7 e 15 de junho. Segundo estimativas da Cruz Vermelha Internacional, 118 pessoas foram mortas e mais de 550 feridas nas ações. O Hamas conseguiu assumir o governo da Faixa de Gaza, enquanto o Fatah retomou o controle da Cisjordânia.
Em 18 de junho de 2007, o presidente palestino Mahmoud Abbas decretou a ilegalidade da milícia do Hamas, reforçando a ANP com o apoio de Israel e dos países ocidentais.
Na sequência, o governo de Israel fechou seus postos de fronteira com a Faixa de Gaza, alegando que a Fatah não poderia mais garantir a segurança na região, e impôs o bloqueio ao território palestino, proibindo todas as exportações e permitindo unicamente a entrada de ajuda humanitária. O governo do Egito, por sua vez, já havia fechado sua fronteira em 7 de junho de 2007, quando se intensificou o combate entre o Fatah e o Hamas.
Diante dos diversos apelos internacionais para aliviar ou levantar o bloqueio, Egito e Israel diminuíram as restrições a partir de junho de 2010, quando a fronteira de Rafah foi parcialmente aberta pelo Egito. No entanto, o Ministério das Relações Exteriores do Egito deixou claro que a passagem está franqueada para a circulação de pessoas, mas não para a passagem de itens de quaisquer espécies. O governo de Israel prometeu uma liberação quase irrestrita da entrada de mercadorias (exceto as que possam ser utilizadas na produção de armas), mas prossegue na restrição à livre circulação de pessoas dentro e fora das fronteiras da Faixa de Gaza. Habitantes de Gaza com necessidades médicas graves são liberados para atravessar a fronteira e buscar auxílio médico em hospitais de Israel.
No começo de 2008, o relator especial das Nações Unidas para os Direitos Humanos nos Territórios Palestinos, Richard Falk, comparou ações de Israel em Faixa de Gaza com as realizadas pelos nazistas na Europa durante a Segunda Guerra Mundial. A declaração de Falk, que é de origem judeu, casou irritação no governo israelense, que chegou a negar visto ao emissário. Mais tarde, no início de 2011, o mesmo Falk teria seu cargo contestado pelos Estados Unidos, depois da descoberta de que este havia feito comentários de teor conspiratório, sobre a veracidade dos ataques terroristas de 11 de setembro de 2001.
Em 23 de janeiro, centenas de milhares de palestinos de Gaza invadiram o Egito, depois que militantes destruíram com explosivos parte de um muro controlado pelos israelenses em Rafah, que separa os dois territórios. Os palestinos buscavam obter alimentos, combustíveis, cigarros e outros artigos que se tornaram escassos ou caros em Gaza, por conta das restrições impostas por israelenses e egípcios.

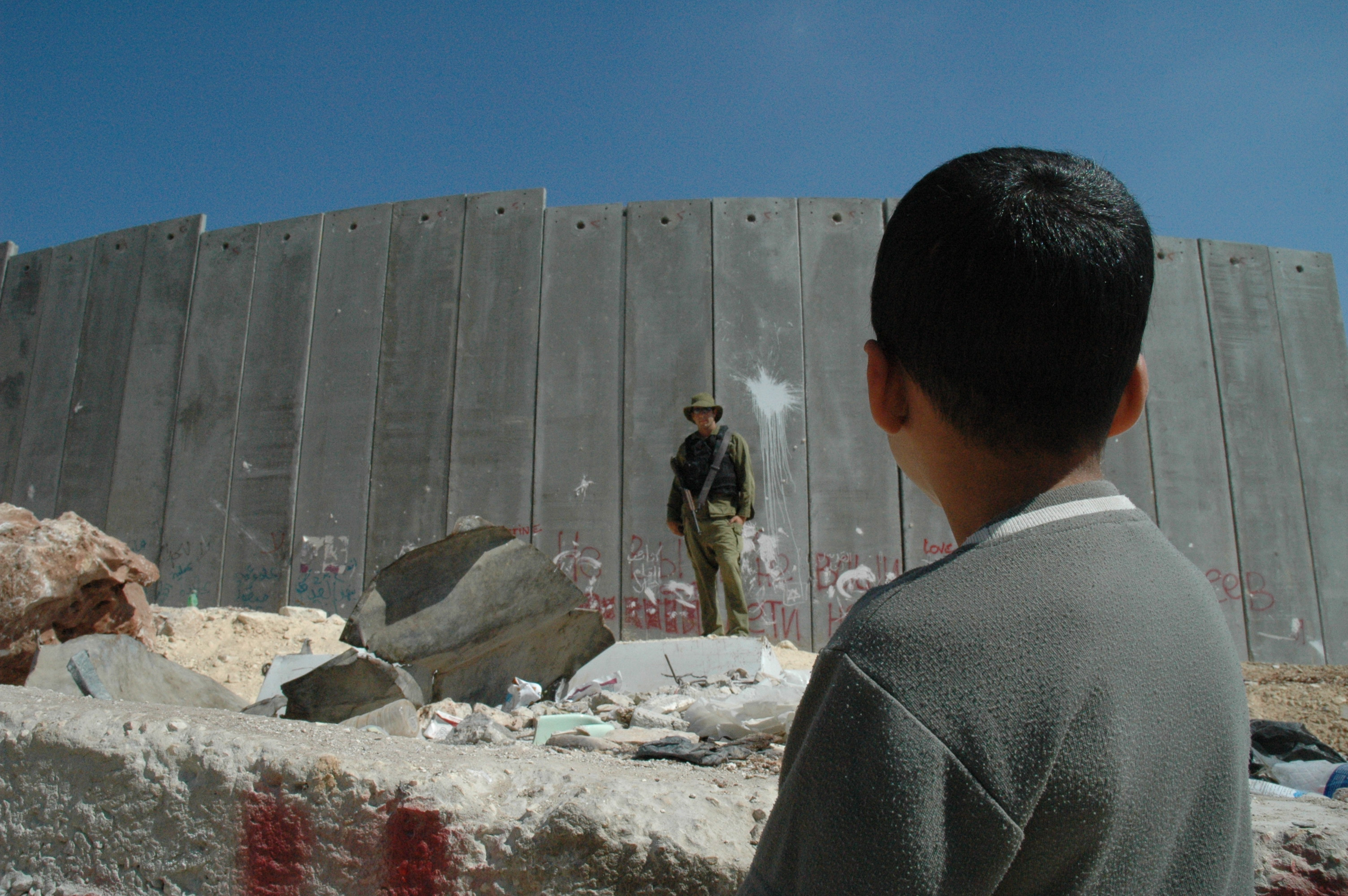
Menino palestino e soldado israelense diante do Muro da Cisjordânia (2004).

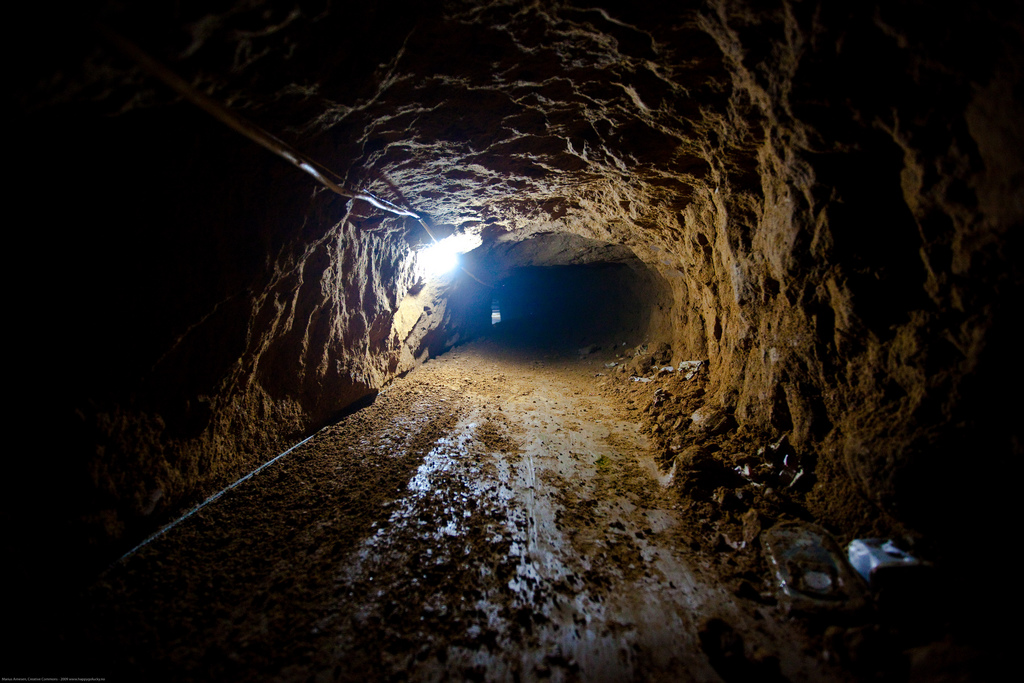
Túnel clandestino em Rafah, na fronteira entre a Faixa de Gaza e o Egito (2009).

Em reunião extraordinária convocada no 24 de janeiro de 2008 para abordar a situação humanitária na Faixa de Gaza, o Conselho de Direitos Humanos das Nações Unidas aprovou uma resolução que denuncia os ataques militares de Israel contra o território palestino e pedia ao país que suspendesse o bloqueio imposto contra os palestinos. Segundo o jornal Jerusalem Post, era a 15º resolução em menos de dois anos que condenava Israel pela situação de direitos humanos nos territórios palestinos.
Representantes de Israel e do Hamas chegaram a um acordo de cessar-fogo, mediado pelo Egito e com duração de seis meses. O acordo foi tinha início em 18 de junho de 2008.
Em novembro, a alta comissária das Nações Unidas para os Direitos Humanos, Navi Pillay, pediu que Israel encerrasse imediatamente o bloqueio à Faixa de Gaza.
Em 19 de dezembro de 2008, expirou uma trégua estabelecida em junho daquele ano entre Israel e Hamas. O grupo palestino não aceitou um novo acordo de cessar-fogo, responsabilizando o Estado judeu pela crise humanitária em Gaza. Para o Hamas, o governo israelense não cumpriu a sua parte no acordo de cessar-fogo e manteve o bloqueio econômico a Gaza. Autoridades israelenses, no entanto, defendem o bloqueio, como forma de isolar o Hamas e de impedir que militantes palestinos disparem foguetes contra cidades israelenses na fronteira.
No dia 23 de dezembro, o Hamas havia dito estar aberto à trégua, desde que o bloqueio a Gaza fosse suspenso. Em 26 de dezembro, o governo de Israel autorizou temporariamente a entrada de suprimentos em Gaza, que vive uma grave crise humanitária pois Israel vinha bloqueando o acesso ao território palestino há 18 meses. Mas no dia seguinte, as Forças de Defesa de Israel lançaram uma operação contra o território palestino.
Em 31 de maio de 2010, o Exército de Israel atacou, em águas internacionais do Mar Mediterrâneo, uma frota de seis barcos organizada pela organização não-governamental “Free Gaza”, que tentava furar o bloqueio. Ao menos nove pessoas morreram na ação, que foi repudiada por diversos países e pelo Conselho de Segurança das Nações Unidas. O comboio transportava mais de 700 pessoas e 10 mil toneladas de ajuda humanitária para Gaza.

## Situação humanitária em Gaza
Com o bloqueio, as condições de vida na Faixa de Gaza se deterioraram gravemente. Além disso, o comércio além das fronteiras tem sido enormemente dificultado, bem como o acesso dos palestinos aos seus locais de trabalho.
Da mesma forma, o boicote econômico do Ocidente está sufocando a economia local. Segundo dados oficiais palestinos, em 2008 mais da metade dos habitantes da Faixa de Gaza vivia abaixo da linha da pobreza, e pelo menos 45% da população ativa estava desempregada.
Cerca de 1,5 milhão de pessoas moram em Gaza. A maioria dos moradores vive com menos de US$ 2 ao dia. O território tem uma das maiores densidades populacionais e das mais altas taxas de crescimento demográfico do mundo.
Em 25 de janeiro de 2008, a chefe de operações do Comitê Internacional da Cruz Vermelha para o Oriente Médio, Béatrice Megevand-Roggo, já afirmava que a situação humanitária em Gaza era crítica. Em razão da escassez de suprimentos básicos causada pelo bloqueio israelense, a população local procurava desesperadamente estocar alimentos, combustível e remédios. Megevand-Roggo também denunciava que a infraestrutura estava próxima de um colapso, e os esforços humanitários eram prejudicados, tendo sido muitas vezes interrompidos completamente, devido às severas regras e procedimentos de entrada, impostos pelas autoridades israelenses, nos poucos pontos de acesso ao território - especialmente nos postos de fronteira das cidades de Erez e Rafah.
Em março de 2008, um relatório elaborado por uma coalizão de organizações de defesa dos direitos humanos - formada por Anistia Internacional, Care International, Cafod, Christian Aid, Médecins du Monde, Oxfam, Save The Children e Trócaire - advertia que o bloqueio israelense à Faixa de Gaza caracterizava punição coletiva a toda a população civil do território e que a situação humanitária era a pior desde o começo da ocupação israelense, em 1967. Enquanto o desemprego disparava, 80% da população na Faixa de Gaza dependia de doações de alimentos (contra 63% de 2006).
Em 9 de dezembro de 2008, no comunicado oficial "Silêncio não é uma Opção", Richard Falk afirmou que muitos palestinos estavam sofrendo com falta de alimentos, assistência médica  e outros serviços. Falk condenou o ataque de foguetes Qassam por militantes palestinos contra o sul de Israel, mas concluiu que esses ataques não justificavam a imposição do bloqueio econômico a Gaza, pois o bloqueio constituía "punição coletiva", uma infração à Convenção de Genebra, passível de investigação pelo Tribunal Penal Internacional. Em 29 de dezembro de 2008, um funcionário da ONU, Christopher Gunness, declarou à rede de televisão norte-americana CNN que a incursão israelense na Faixa de Gaza criou uma crise humanitária na região, que já estava em situação crítica. Segundo Gunness, "a situação é absolutamente desastrosa" e a UNRWA tinha dificuldade de fornecer ajuda médica. O diretor do programa de saúde mental de Gaza, Eyad El Gaza, afirmou que haveria um grande desastre humanitário, caso os ataques e o bloqueio não terminem logo.
Em 30 de dezembro de 2008, Richard Falk, declarou que o bloqueio israelense viola os deveres mais fundamentais de uma potência ocupante: "primeiro, o de não punir coletivamente a população civil, e, segundo, o de garantir que a população do território ocupado tenha suprimentos de alimentos e medicamentos suficientes".
Mesmo antes da Operação Chumbo Fundido, a ONU denunciava que 80% da população em Gaza estava completamente dependente de ajuda humanitária. Segundo a organização, o governo israelense permitiu que, a cada dia, entrassem 60 caminhões carregados com produtos de primeira necessidade, mas este número era muito inferior aos 475 veículos com ajuda humanitária que chegavam a Gaza antes de junho de 2007, quando o Hamas assumiu o controle do território.
Em janeiro de 2008, durante os ataques da Operação Chumbo Fundido, as agências da ONU relataram que cerca de 250 mil pessoas ficaram sem eletricidade, e que a única central elétrica da faixa de Gaza fora fechada no quarto dia de ataques, pela sexta vez  desde o início de novembro, por falta de combustível. Os dutos do terminal de Nahal Oz (no sul de Israel, próximo à fronteira com Gaza), pelos quais chegava todo o combustível importado, tinham sido fechados. Havia água corrente somente uma vez a cada cinco ou sete dias e apenas durante algumas horas, e, em alguns locais, o esgoto se acumulava nas ruas, já que o sistema de saneamento fora danificado pelos bombardeios. Os moradores já não encontravam gás de cozinha e para calefação no mercado, em pleno inverno. O sistema de saúde, já debilitado desde o início do bloqueio israelense, 18 meses antes, entrara em colapso e faltavam medicamentos, equipes médicas, material e sangue para tratar os cerca dos milhares de feridos.